# Pouldouran
Pouldouran is een plaats en voormalige gemeente in het Franse departement Côtes-d'Armor, in de regio Bretagne. De plaats maakt deel uit van het arrondissement Lannion.

## Geschiedenis
Pouldouran is op 1 januari 2019 gefuseerd met de gemeenten Hengoat, Pommerit-Jaudy en La Roche-Derrien tot de gemeente La Roche-Jaudy.  

## Geografie
De oppervlakte van Pouldouran bedraagt 1,0 km².
De onderstaande kaart toont de ligging van Pouldouran met de belangrijkste infrastructuur en aangrenzende gemeenten.

## Demografie
Onderstaande figuur toont het verloop van het inwonertal.